# William Leslie
William Leslie of verduitst Wilhelm von Leslie (Schotland, 1657 – Ljubljana, 4 april 1727) was een Schotse edelman alsook prelaat in de Habsburgse Kroonlanden. Hij was bisschop van Vac (1716-1718) in het koninkrijk Hongarije, bisschop van Ljubljana (1718-1727) in het hertogdom Krain, het latere Slovenië, en abt in Slovakije.

## Levensloop

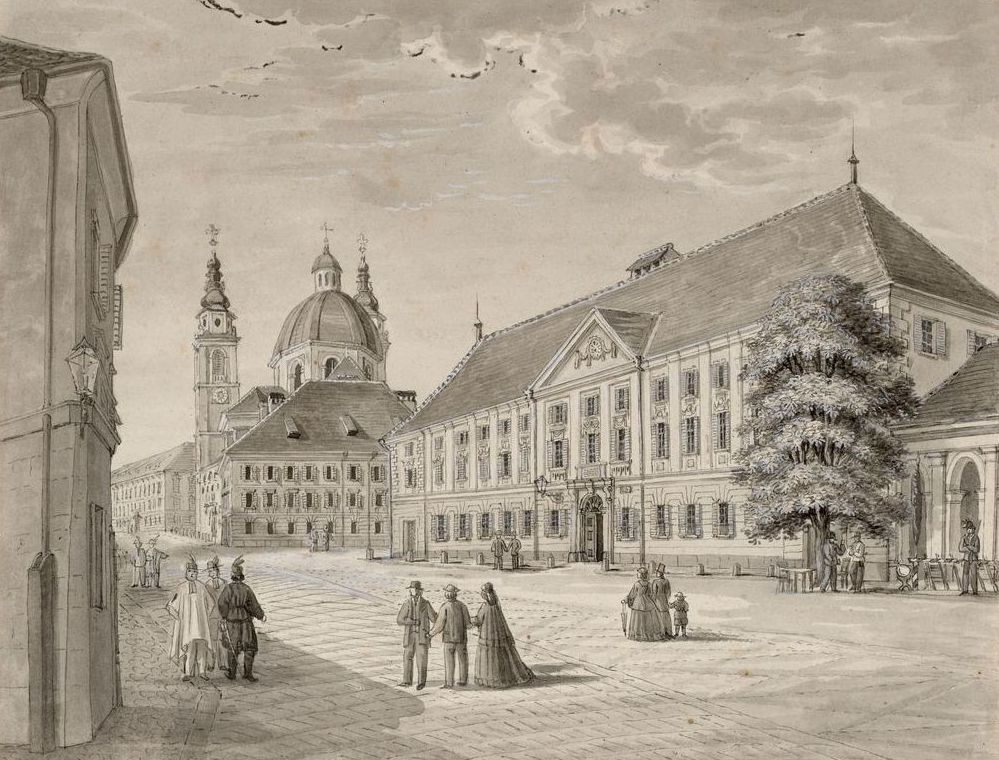
Bisschoppelijk paleis van Ljubljana en kathedraal

Leslie was een zoon van Jakob Leslie, vijfde heer van Warthill in Aberdeenshire en Anne van Elphinstone of Glack in het koninkrijk Schotland. Samen met zijn broer studeerde Leslie in King’s College in Aberdeen, een van de oudste universiteiten van Schotland. Na een korte periode als schoolmeester in Schotland reisde hij naar Wenen; hij studeerde theologie in Wenen en Graz na zijn bekering tot de Roomse Kerk. In de Habsburgse landen van het Heilige Roomse Rijk woonden familieleden van William Leslie.
In 1681 werd hij tot priester gewijd. Hij studeerde verder in Rome doch vooral aan de universiteit van Padua (1684). Hier behaalde Leslie drie doctoraten: doctor in de theologie en doctor in beide rechten. Kardinaal Barbarigo, die tevens bisschop van Padua was, benoemde Leslie tot hoogleraar in de jaren 1690. Leslie doceerde er theologie. Leslie kreeg naast zijn academische benoeming ook inkomsten door prebenden die hij ontving als titulair abt (circa 1705). Zo was hij in titel abt van de cisterciënzerabdij van Spišský Štiavnik in Slovakije, destijds het koninkrijk Hongarije; hij was titulair abt van nog andere abdijen in de Habsburgse landen.
Hij werd vanaf 1710 hulpbisschop van Triëst in de Vrije rijksstad Triëst, een Italiaanse stad onder Oostenrijks bestuur. Deze aanstelling ging gepaard ging met een bisschopswijding tot titulair bisschop van Abdera in Thracië (1712).
Dankzij steun van zijn Oostenrijkse familie verwierf Leslie de bisschopstroon van Vàc in Hongarije (1716), in het Duits Waitzen genoemd.
Door contacten met het keizerlijk hof verkreeg hij vlot de bisschopszetel van Ljubljana (1718), in het Duits Laibach genoemd. Hiermee mocht hij zich primaat van Carniola noemen alsook prins-bisschop van Laibach. Keizer Karel VI benoemde hem tot raadgever aan zijn hof. Bisschop Leslie verhuisde niet meer en verbleef tot het einde van zijn leven in Ljubljana. In een van zijn brieven (1725) naar de familie in Aberdeenshire stak hij zijn universitair diploma van Padua. Dit diploma is bewaard gebleven.
- Gemeinsame Normdatei: 136660088
- Virtual International Authority File: 80967103
- WorldCat: E39PBJpDWFp7X4mqPB6kgpVDMP